# Soometsa
Soometsa är en ort i Estland. Den ligger i Häädemeeste kommun och landskapet Pärnumaa, i den sydvästra delen av landet, 140 km söder om huvudstaden Tallinn. Soometsa ligger 13 meter över havet och antalet invånare är 125.
Terrängen runt Soometsa är mycket platt. Runt Soometsa är det mycket glesbefolkat, med 4 invånare per kvadratkilometer. Närmaste större samhälle är Uulu, 10,6 km norr om Soometsa. I omgivningarna runt Soometsa växer i huvudsak blandskog.